# Constitution du Cap-Vert
Lire en ligne

Consulter

La Constitution du Cap-Vert est entrée en vigueur le 25 septembre 1992. Elle connut plusieurs modifications en 1995, en 1999 et en 2010. Elle succède à une constitution mise en place en 1980.

## Sources

## Compléments